# Melodifestivalen 2022
Melodifestivalen 2022 (també conegut com a Mello al seu país d’origen) va ser la LXll edició del concurs de música suec. La persona o grup guanyador d’aquest concurs és l’escollit per representar Suècia a l’edició del mateix any a Eurovisió. Melodifestivalen és un concurs produït per SVT, la televisió nacional sueca i té una audiència del 50% de la població sueca. El programa és presentat per Oscar Zia i co-presentat per Farah Abadi. L’any 2022 va guanyar el concurs Cornelia Jakobs amb 146 punts, 70 procedents del vot telefònic i 76 del jurat. La cançó guanyadora va ser Hold Me Closer, escrita per Cornelia Jakobs, Isa Molin i David Zandén i produïda per Freebird Entertainment.

## Participants
A l'edició de LXII de Melodifestivalen s'hi van presentar 28 participants. A diferència d'altres països, per presentar-se a Melodifestivalen ser suec no és un requisit, sempre que hi hagi algun membre de l'equip del participant que ho sigui. Els 28 participants i les seves respectives cançons es diuen:
|    | ARTISTES              | CANÇONS                  |
| -- | --------------------- | ------------------------ |
| 1  | Cornelia Jakobs       | Hold Me Closer           |
| 2  | Anders Bages          | Bigger than the universe |
| 3  | Medina                | In i dimman              |
| 4  | Liamoo                | Bluffin                  |
| 5  | Lancelot Hedman Graaf | Lyckligt salut           |
| 6  | Cazzi Opeia           | I can’t get enough       |
| 7  | Tone Sekelius         | My way                   |
| 8  | John Lundvik          | Änglavakt                |
| 9  | Browsing Collection   | Face in the crowd        |
| 10 | Malou Prytz           | Bananas                  |
| 11 | Theoz                 | Som du vill              |
| 12 | Shirley Clamp         | Let there be angels      |
| 13 | Omar Rudberg          | Moving like that         |
| 14 | Danne Stråhed         | Hallabaloo               |
| 15 | Linda Bengtzing       | Fyrfaldigt hurra!        |
| 16 | Robin Bengtsson       | Inocent love             |
| 17 | Lisa Miskovsky        | Best to come             |
| 18 | Niello & Lisa Ajax    | Tror du att jag bryr mig |
| 19 | Samira Manners        | I want to be loved       |
| 20 | Alvaro Estrella       | Suave                    |
| 21 | Faith Kakembo         | Freedom                  |
| 22 | Anna Bergendahl       | Higher Power             |
| 23 | Lillasyster           | Till our days are over   |
| 24 | Malin Christin        | Synd om dig              |
| 25 | Tenori                | La stella                |
| 26 | Tribe Friday          | Shut me up               |
| 27 | Angelino              | The end                  |
| 28 | Klara Hammarström     | Run to the hills         |

## Artista guanyadora
La persona que va guanyar Melodifestivalen 2022 i que per tant, va ser la representant a Eurovisió 2022, va ser Cornelia Jakobs. Anna Cornelia Jakobsdotter Samuelsson, més coneguda com a Cornelia Jakobs va néixer el 9 de març del 1992 (31 anys) a Estocolm, Suècia. És filla de Jakob Samuel i Fia Lönnborn, també suecs. Va ser proclamada guanyadora amb la cançó "Hold Me Closer" escrita per ella mateixa, Isa Molin i David Zandén i produïda per Freebird Entertainment.
Va estudiar a dos instituts especialitzats en música i art, però no va ser fins a 2008 que el seu breu pas per Idol TV li va donar una mica de visibilitat. L'any 2011 va fer el salt a la fama com a membre de la banda Love Generation. Es va presentar a Melodifestivalen 2011 i 2012, però va ser eliminada en les dues ocasions. El 2020 va compondre la cançó "Weight of the World", la banda sonora de la sèrie Björnstad.
Finalment, l'any 2022 va actuar a Melodifestivalen amb "Hold Me Closer". Es va classificar directament a la final i va guanyar el concurs.
Cornelia Jakobs ha publicat les següents cançons:
| CANÇONS                        | DATA DE PUBLICACIÓ |
| ------------------------------ | ------------------ |
| Late Nigth Stories             | 2018               |
| All The Gold                   | 2018               |
| You Love Me                    | 2018               |
| Animal Island                  | 2018               |
| Shy Love                       | 2018               |
| Locked Into You                | 2018               |
| Hanging On                     | 2019               |
| Dream Away                     | 2020               |
| Weight Of The World            | 2020               |
| Hold Me Closer                 | 2022               |
| Fine                           | 2022               |
| Rise                           | 2022               |
| Bloody Mind                    | 2023               |
| It Takes A Fool To Remain Sane | 2023               |
| I Turn To You                  | 2023               |
| I Need You Now                 | 2023               |

## Format del concurs
Hi ha quatre rondes de set participants. Els dos participants que queden primers i segons de cada ronda passen directament a la final. Els que queden tercers i quarts passen a la semifinal. A la semifinal els participants que queden primer, segon, tercer i quart passen a la final. A la final hi ha 12 participants (vuit procedents de les rondes inicials i quatre procedents de la semifinal).
Les tres primeres gales es van celebrar a Avicci Arena i les tres últimes a Friends Arena.

## Procés de votacions
L’Audiència, mitjançant la app Melloappen o la trucada, és qui vota.
A l’hora de votar es creen uns grups per edats formats pels espectadors. Els grups per edats són de: 3-9 anys, 10-15 anys, 16-29 anys, 30-44 anys, 45-59 anys, 60-74 anys, 75-+ anys.
Per cada ronda eliminatòria (les quatre primeres) es fan dues rondes de votacions. L'artista que treu més vots passa directament a la final. A la segona ronda de votacions es pot votar fins a 5 cops per artista i es pot votar als sis artistes restants.
A les 4 primeres rondes només voten els grups per edats. Els grups per edats voten i atorguen 12-10-8-5-3-1 punts als artistes (un total de 39 punts).
A la semifinal es pot votar 5 cops per artista i els grups per edats reparteixen un total de 50 punts (12-10-8-7-6-4-2-1).
A la final es fan dos "rondes de votacions". Es pot votar 5 cops per artista. Un cop els espectadors han votat voten els jurats i comença la segona ronda de votacions.
Es donen 5 nou punts per artista i es tornen a fer unes votacions (sabent que ha votat el jurat).
Vuit grups de jurats internacionals atorguen 58 punts (en total) cada un.
Els reparteixen d'aquesta manera 12-10-8-7-6-5-4-3-2-1. Els espectadors també atorguen 58 punts repartits de la mateixa manera (12-10-8-7-6-5-4-3-2-1).
Aquests punts atorgats es basen en com han estat votant els grups per edats durant la final. L'artista que guanya, guanya Melodifestivalen i és l'escollit per representar Suècia a Eurovisió.